# Cornwall Minerals Railway

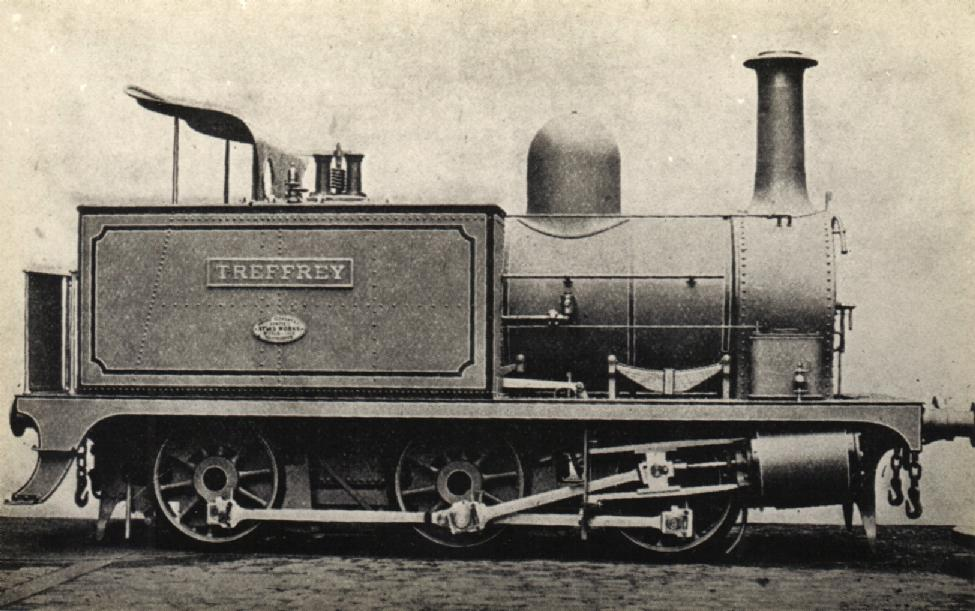
Lokomotive der Cornwall Minerals Railway

Die Cornwall Minerals Railway war eine britische Eisenbahngesellschaft in Cornwall in England. 

## Geschichte
Die Gesellschaft wurde am 21. Juli 1873 gegründet, um eine breitspurige (2140 mm) Bahnstrecke von Fowey nach Newquay zu bauen. Gleichzeitig erhielt die CMR das Recht, andere Bahngesellschaften auf dieser Route zu übernehmen. Übernommen werden durften die Newquay and Cornwall Junction Railway (Burngullow-Nanpean), die Pferdebahnen von Joseph Treffry: Par Tramway (Par-Bugle) und Newquay Railway (Newquay-Newlyn East/Hendra). Die Abschnitte zwischen St. Dennis Junction (Hendra) bei Nanpean bis nach Bugle und von Par bis Fowey mussten neu gebaut werden. Dazu kamen noch die Konzessionen für einige Nebenstrecken, unter anderen von Bugle nach Carbus und von Treloggan Junction nach East Wheal Rose.
Am 1. Juni 1874 nahm die Gesellschaft den Betrieb auf und am 20. Juni 1876 war die Strecke durchgängig befahrbar. Zum 1. Juli 1877 pachtete die Great Western Railway die Cornwall Minerals Railway. 1892 wurden die Strecken auf Normalspur umgestellt. Am 27. Juni 1893 wurde die Lostwithiel and Fowey Railway in die CMR eingegliedert. Die endgültige Übernahme durch die GWR erfolgte am 7. August 1896. 
Für die Fahrzeugunterhaltung wurde in St. Blazey ein Lokschuppen und die Werkstätten errichtet. Die CMR beschaffte 18 dreifach gekuppelte Tenderlokomotiven (CMR Nr. 1 bis 18). Ab 1876 übernahm die GWR die Lokomotiven. Einige der vorhandenen Lokomotiven wurden verkauft. Außerdem kamen Lokomotiven der GWR zum Einsatz.